# Henny de Ruiter
Hendrikus (Henny) de Ruiter ('s-Gravenhage, 3 maart 1934 – Wassenaar, 19 april 2019) was een Nederlands bestuurder. Bij Royal Dutch Shell bracht hij het tot de groepsdirectie, waar hij de verantwoording over de financiën had. Na zijn pensioen was hij bij Shell tien jaar lang commissaris, een functie die hij ook bij een reeks andere grote bedrijven bekleedde. In 1998 werd hij door Jos van Hezewijk en Marcel Metze in hun boek XXL. De macht, het netwerk, de prestaties en de wereld van de Nederlandse topmanagers weergegeven als de meest invloedrijke manager van Nederland.

## Biografie

### Afkomst en jeugd
De Ruiter kwam uit een Nederlands-Hervormde familie, als zoon van een conducteur. Hij was jarenlang lid van het studentencabaret.

### Opleiding
Op 2 juli 1955 haalde De Ruiter zijn kandidaats als scheikundig ingenieur aan de Technische Hogeschool Delft.

### Werk
- 1956: Onderzoeker bij het Koninklijke Shell Laboratorium Amsterdam.
- 1969: Presidium, Board of directors, Shell Petroleum N.V. en manager. Trad toe tot Shell Institute Petroleum Company Ltd. (SIPC).
- 1972: Manager Director Shell Company of Thailand en President Society Shell du Laos.
- 1975: SIPC Coal Production and Trading Coördinator.
- 1979: President Shell Institute Trading Company. Directeur Shell Internationale Petroleum Maatschappij (SIPM). Directeur N.V. Koninklijke Nederlandsche Petroleum Maatschappij.
- 1983: Directeur The Shell Petroleum Company Ltd.
- 1983: Lid groepsdirectie, verantwoordelijk voor de financiën tot en met 30 juni 1994 en commissaris van 1 juli 1994 tot en met 30 juni 2004.[4]

### Commissariaten
Hij vervulde naast dat van Shell een groot aantal commissariaten, waaronder:
- Hoogovens: Nog in de tijd van Corus Group Plc. Een jaar na de fusie van Hoogovens en British Steel leed het concern nog steeds zwaar verlies. De commissarissen stuurden de twee directievoorzitters weg, de Nederlander Fokko van Duyne en de Brit John Bryant, die onvoldoende herstructureerden. Het bedrijf verloor dagelijks miljoenen als gevolg van het dure pond en de inzakkende staalmarkt. De Ruiter werd in 2000 als commissaris van Corus tijdelijk aangesteld als uitvoerend bestuurder bij het staalbedrijf.
- Ahold: Als president-commissaris weigerde hij indertijd Cees van der Hoeven ontslag te verlenen, en hij verklaarde destijds dat de CEO van Koninklijke Ahold zou aanblijven "tot zijn pensioen". Maar ook daar gingen de topmannen Cees van der Hoeven en Michiel Meurs de laan uit en nam De Ruiter als commissaris tijdelijk de touwtjes in handen.[5]
- Heineken: Vanaf september 1993.
- Wolters Kluwer: Commissaris van 1994 tot 2006. De fusie van Wolters Kluwer en Reed Elsevier werd op het allerlaatste moment afgeblazen. Als president-commissaris van Wolters Kluwer was De Ruiter samen met zijn collega Pierre Vinken van Reed Elsevier een van de architecten achter de fusiepoging van de twee uitgeverijen in 1997. Achteraf bleek dat De Ruiter de Brits-Nederlandse tegenstellingen binnen Reed Elsevier te veel tegen waren gaan staan. Een fusie met Wolters Kluwer zou die problemen nooit hebben kunnen oplossen.
- Koninklijke Vopak: van 1995 tot 2002. Onder zijn toezicht fuseerde in 1999 havenbedrijf Pakhoed met branchegenoot Van Ommeren. Aanvankelijk was een eerder voorgenomen fusie tussen beide bedrijven mislukt doordat het management van de twee ondernemingen het niet met elkaar eens kon worden. Een van de hoofdrolspelers was daarbij Pakhoed-topman Nico Westdijk, een goede kennis van president-commissaris De Ruiter. Het verhinderde De Ruiter echter niet een paar maanden later de fusie van Pakhoed en Van Ommeren alsnog af te dwingen.
- Beers: Hier kregen De Ruiter en zijn collega-commissarissen veel kritiek van beleggers, die Scania's overnamebod te laag vonden.
- IBM
- Aegon
- Unifar

Tot 2011 was hij lid van de raad van advies van Keyser & Mackay, waarvan de laatste 5 jaar als voorzitter.

### Volleybalteam
De Ruiter speelde in het nationale volleybalteam van Nederland, ook bij de wereldkampioenschappen in Praag en Parijs. Tijdens het wereldkampioenschap in 1956 in Frankrijk eindigde het team als 13e. Voor de grap werd ook een wedstrijd gespeeld tegen het Russische vrouwenteam, waarvan ze dik verloren.

### Politiek
Tijdens zijn studie scheikunde aan de Technische Universiteit in Delft, was hij een fervent PvdA-aanhanger. Zijn voorkeur ging later naar de VVD uit.
De Ruiter was lid van het Republikeins Genootschap. Toch weigerde hij in 1987 niet de onderscheiding van ridder in de Orde van de Nederlandse Leeuw. Om commissaris De Ruiter te pesten kwam de voltallige raad van bestuur van Ahold eens naar een vergadering met een oranje stropdas om de nek.

## Privé
Hij is in 1957 getrouwd.